# Hot Stuff (Let's Dance)
Hot Stuff (Let's Dance) è il primo singolo ad essere estratto da Trust Me, il quarto album del cantante R&B Craig David. Il brano è basato su un campionamento del brano Let's Dance di David Bowie. Il brano già nelle sue prime settimane di uscita ha raggiunto la top ten di molti paesi in Europa.

## Tracce
CD 1
1. Hot Stuff (Let's Dance)

CD 2
1. Hot Stuff (Let's Dance) Video
2. Hot Stuff Vs World Hold On (Craig David Vs Bob Sinclar)

## Classifiche
| Classifica (2007)              | Posizione massima |
| ------------------------------ | ----------------- |
| Australian ARIA Singles Chart  | 29                |
| Austrian Singles Chart         | 39                |
| Belgian UltraTop Singles Chart | 17                |
| Bulgaria Singles Chart         | 1                 |
| Danish Singles Chart           | 9                 |
| Dutch Top 40                   | 37                |
| Finland Singles Chart          | 3                 |
| French Singles Chart           | 15                |
| German Singles Chart           | 37                |
| Irish Singles Chart            | 19                |
| Portuguese Singles Chart       | 29                |
| Swiss Singles Chart            | 11                |
| UK Singles Chart               | 7                 |